# 東京学芸大学ラグビー部
東京学芸大学ラグビー部（とうきょうがくげいだいがくラグビーぶ、Tokyo Gakugei University Rugby Football Club）は、関東大学ラグビーリーグ戦グループ5部に所属する東京学芸大学のラグビーユニオンチームである。

## 歴史
- 1974年、創部[1]。
- 1985年、関東1区1部リーグで初優勝。全国地区対抗大学ラグビー大会初出場。
- 2013年、地区対抗枠で初出場の東日本大学セブンズにて日本大学を破る番狂わせでベスト8進出[2]。
- 2014年、全国地区対抗大学ラグビー大会初優勝[3]。
- 2025年、これまで参加した関東1区1部リーグから関東大学ラグビーリーグ戦グループ5部に参入[4]。

## タイトル
- 全国地区対抗大学ラグビーフットボール大会 : 5回
  - 2013, 2018, 2019, 2022, 2024

## 在籍選手
- 岡元涼葉（WTB、7人制女子日本代表 / 京都成章高）

## 在籍した選手
- 下井真介（元ラグビーレフリー）
- 保地直人（朝明高監督）
- 末結希（PR、7人制女子日本代表、15人制女子日本代表 / 長崎西高）
- 谷口令子（WTB、7人制女子日本代表、ARUKAS QUEEN KUMAGAYA所属 / 北鎌倉女子学園高）
- 小出深冬（SO・CTB、7人制女子日本代表、ARUKAS QUEEN KUMAGAYA所属 / 横浜市立金沢高）
- 安達航洋（2023年度主将、LO・FL、清水建設江東ブルーシャークス所属 / 桐蔭学園高）

## 所在地
- 東京都小金井市貫井北町4-1-1（東京学芸大学グラウンド）